# Brittany Abercrombie
Brittany Rose Abercrombie (Escondido, 28 dicembre 1995) è una pallavolista statunitense naturalizzata portoricana, opposto delle Orlando Valkyries.

## Biografia
È sentimentalmente legata al pallavolista Pedro Nieves.

## Carriera

### Club
La carriera di Brittany Abercrombie inizia giocando a livello giovanile nel Coast e parallelamente a livello scolastico con la La Costa Canyon HS, nei tornei scolastici californiani. Dopo il diploma entra a far parte del programma della Southern California, partecipando alla NCAA Division I dal 2014 al 2017.
Qualche mese dopo l'inizio della stagione 2018-19 firma il suo primo contratto professionistico, andando a giocare in Polonia con il Radomka, in Liga Siatkówki Kobiet, mentre nella stagione seguente emigra nella 1. Bundesliga tedesca per difendere i colori del Potsdam, restandovi un biennio prima di approdare a Porto Rico, dove prende parte alla Liga de Voleibol Superior Femenino 2021 con le Pinkin de Corozal, venendo impiegata come giocatrice locale.
Per il campionato 2021-22 si accasa nella formazione turca dell'Adam, impegnata in Voleybol 1. Ligi; al termine degli impegni con la società anatolica, prende parte alla Liga de Voleibol Superior Femenino 2022, ancora con le Pinkin de Corozal, conquistando lo scudetto e venendo insignita del premio di rising star. Dopo un altro campionato con l'Adam, torna in forza alla franchigia di Corozal per le finali della Liga de Voleibol Superior Femenino 2023, conquistando ancora lo scudetto.
Nella stagione 2023-24 approda nella V-League sudcoreana, selezionata come prima scelta del draft dalle IBK Altos, venendo premiata come MVP del terzo round. In seguito partecipa all'Athletes Unlimited 2024, laureandosi campionessa del torneo e venendo premiata come miglior opposto. Viene poi ingaggiata dalle Orlando Valkyries per la Pro Volleyball Federation 2025, andando a conquistare il titolo nazionale, oltre a ricevere il premio come miglior giocatrice della regular season, quello come miglior opposto e venendo anche inserita nell'All-PVF First Team.

### Nazionale
Nel 2021 ottiene la nazionalità sportiva portoricana, debuttando con la nazionale boricua in occasione del campionato nordamericano 2021, dove conquista la medaglia d'argento, seguita da quella di bronzo alla Volleyball Challenger Cup 2022 e alla NORCECA Final Six 2022. Dopo aver vinto nel 2023 l'argento ai XXIV Giochi centramericani e caraibici e alla Coppa panamericana, nel marzo 2024 annuncia il proprio ritiro dalla nazionale.

## Palmarès

### Club
- Campionato portoricano: 2

2022, 2023
- Athletes Unlimited: 1

2024
- PVF: 1

2025

### Nazionale (competizioni minori)
- Volleyball Challenger Cup 2022
- NORCECA Final Six 2022
- Giochi centramericani e caraibici 2023
- Coppa panamericana 2023

### Premi individuali
- 2017 - All-America Third Team
- 2022 - Liga de Voleibol Superior Femenino: Rising star
- 2024 - V-League: MVP 3º round
- 2024 - Athletes Unlimited Volleyball: Miglior opposto
- 2025 - Pro Volleyball Federation: MVP della regular season
- 2025 - Pro Volleyball Federation: Miglior opposto
- 2025 - Pro Volleyball Federation: All-PVF First Team